# Beiseitesprechen
Das Beiseitesprechen oder A-part-Sprechen ist ein Stilmittel des Theaters. Eine Bühnenfigur sagt etwas, das ihre Dialogpartner nicht mitbekommen, wohl aber das Publikum. Etwas beiseite Gesprochenes kann improvisiert (Extempore) oder im Text festgelegt sein.
Das Stilmittel erscheint schon bei Plautus, beispielsweise in seiner Komödie Aulularia, Vorbild für Molières Der Geizige. Beiseite werden zumeist Kommentare über das Bühnengeschehen gesprochen. In Komödien und Possen kennzeichnen die Anweisungen „beiseite“, „für sich“ oder „à part“ die beiseite gesprochenen Dialogstellen. Oft sind dies Beschimpfungen, die die Beschimpften nicht hören sollen. Im gestischen Vokabular der Commedia dell’arte deutet die vorgehaltene Hand das Beiseitesprechen an. Die Anweisung „laut“ im Text signalisiert das Ende des Beiseitesprechens.
Der Naturalismus des späteren 19. Jahrhunderts erklärte das Beiseitesprechen zur Unsitte und bekämpfte es mit der Vorstellung einer Vierten Wand zum Publikum hin. Im Theater des 20. Jahrhunderts hat sich das Beiseitesprechen wieder in vielen Formen etabliert. 
Dem gleichzeitigen „für sich“ und „für alle“ des Beiseitesprechens entspricht in der Literatur der Innere Monolog.